# Lieja-Bastogne-Lieja 1996
La Lieja-Bastogne-Lieja 1996 fou la 82a edició de la clàssica ciclista Lieja-Bastogne-Lieja. La cursa es va disputar el diumenge 21 d'abril de 1996, sobre un recorregut de 263 km, i era la quarta prova de la Copa del Món de ciclisme de 1996. El suís Pascal Richard (MG Maglificio) s'imposà a l'esprint en l'arribada a Ans als seus dos companys d'escapada, l'estatunidenc Lance Armstrong (Motorola) i el també suís Mauro Gianetti (Polti), segon i tercer respectivament.

## Classificació general
|    | Ciclista                 | Equip         | Temps      |
| -- | ------------------------ | ------------- | ---------- |
| 1  | Pascal Richard (SUI)     | MG Maglificio | 6h 58' 02" |
| 2  | Lance Armstrong (USA)    | Motorola      | m. t.      |
| 3  | Mauro Gianetti (SUI)     | Polti         | m. t.      |
| 4  | Laurent Madouas (FRA)    | Motorola      | + 1' 06"   |
| 5  | Fabiano Fontanelli (ITA) | MG Maglificio | + 1' 19"   |
| 6  | Davide Rebellin (ITA)    | Polti         | + 1' 22"   |
| 7  | Axel Merckx (BEL)        | Motorola      | + 1' 36"   |
| 8  | Richard Virenque (FRA)   | Festina       | + 1' 52"   |
| 9  | Rolf Sørensen (DEN)      | Rabobank      | m. t.      |
| 10 | Gabriele Colombo (ITA)   | Gewiss        | + 2' 01"   |